# 3487 Еджворт
3487 Еджворт (3487 Edgeworth) — астероїд головного поясу, відкритий 28 жовтня 1978 року.
Тіссеранів параметр щодо Юпітера — 3,358.